# Glottaal
Een glottaal is een medeklinker die wordt gearticuleerd met de glottis. Meestal worden ze gezien als een overgangsstaat van de glottis, zonder punt van de articulatie zoals bij andere medeklinkers. In talen als het Tsou gedragen glottalen zich wel als typische medeklinkers. In veel dialecten van het Engels worden niet-glottale medeklinkers geglottaliseerd.
Het Internationaal Fonetisch Alfabet kent de volgende versies van een glottaal:
- Glottisslag
- Stemhebbende glottale fricatief
- Stemloze glottale fricatief